# Alison Dunlap
Alison Dunlap (Denver, 27 juli 1969) is een wielrenster, veldrijdster en mountainbikster uit Verenigde Staten van Amerika.
In 1994 won Dunlap de Duitse etappekoers Ronde van Thüringen, in 1995 won ze de Tour de Okinawa in Japan.
Op de Olympische Zomerspelen van Atlanta in 1996 nam Dunlap deel aan de wegrace, en eindigde ze op de 37e plaats.
Vier jaar later werd ze zevende op de Olympische Zomerspelen van Sydney op het onderdeel mountainbike.
Op het Wereldkampioenschappen mountainbike werd zij in 2001 wereldkampioene.
Op de Amerikaanse kampioenschappen veldrijden pakte zij tussen 1997 en 2003 zes maal te titel, alleen in 2002 stond ze niet op het podium. Op de Amerikaanse kampioenschappen wielrennen op de weg wist ze nooit de titel te pakken, maar werd ze in 1993 en 1996 derde op de wegwedstrijd, en in 1996 tweede op het onderdeel tijdrijden.
In 2002 won Dunlap de Cyclocross Heerlen.